# Sebastiania appendiculata
Sebastiania appendiculata är en törelväxtart som först beskrevs av Johannes Müller Argoviensis, och fick sitt nu gällande namn av Eugene Jablonszky. Sebastiania appendiculata ingår i släktet Sebastiania och familjen törelväxter. Inga underarter finns listade i Catalogue of Life.